# Теђола (Леко)
Теђола је насеље у Италији у округу Леко, региону Ломбардија.
Према процени из 2011. у насељу је живело 12 становника. Насеље се налази на надморској висини од 699 м.